# Friedrich Hölderlin

Firma

Johann Christian Friedrich Hölderlin (Lauffen am Neckar, 20 marzo 1770 – Tubinga, 7 giugno 1843) è stato un poeta tedesco, considerato tra i più grandi della letteratura mondiale.

## Biografia
Primogenito di Heinrich Friedrich, amministratore delle proprietà di un convento e piccolo proprietario terriero, e di Johanna Christiana Heyn, figlia di un pastore protestante, Friedrich Hölderlin apparteneva a una famiglia i cui rami paterno e materno avevano fornito alla Svevia generazioni di funzionari leali e uomini di chiesa. In un tale contesto di fedeltà orgogliosa e deferente a un ceto privilegiato, si può intendere la volontà di Johanna di avviare il figlio alla carriera ecclesiastica. Friedrich rimane orfano di padre a soli due anni, nel 1772, l'anno di nascita della sorella, Maria Eleonora Heinrike. Nel 1774, la madre si risposa con Johann Christoph Gock, amico del primo marito e borgomastro di Nürtingen, ove la famiglia si trasferisce; Hölderlin prende lezioni private per prepararsi all'ingresso nella scuola per pastori evangelici e inizia a frequentare la scuola di latino a Nürtingen.
Nel 1776 nasce il fratellastro Karl, figlio di Gock, destinato, anche per l'intercessione di Friedrich (che lo consiglierà spesso in temi di politica e lo metterà in contatto con l'ambiente intellettuale), a diventare uno dei funzionari più influenti del Württemberg. Nel 1779 il patrigno Gock muore di polmonite: la madre non si risposerà mai più. Spetterà a lei, donna forte e volitiva, provvedere all'educazione dei figli, scegliendo un'impronta decisamente pietistica. Friedrich prende lezioni private di greco, latino, dialettica e retorica dal diacono pietista Nathanael Köstlin, zio di Friedrich Schelling. Risalgono a questi anni anche gli studi privati di pianoforte e flauto. La musica, oltre ad essere una passione che Hölderlin coltiverà per tutta la vita, gli offrirà elementi teorici ed un lessico specifico per lo sviluppo di una trattazione estetico-dialettica della poesia.

### Gli studi

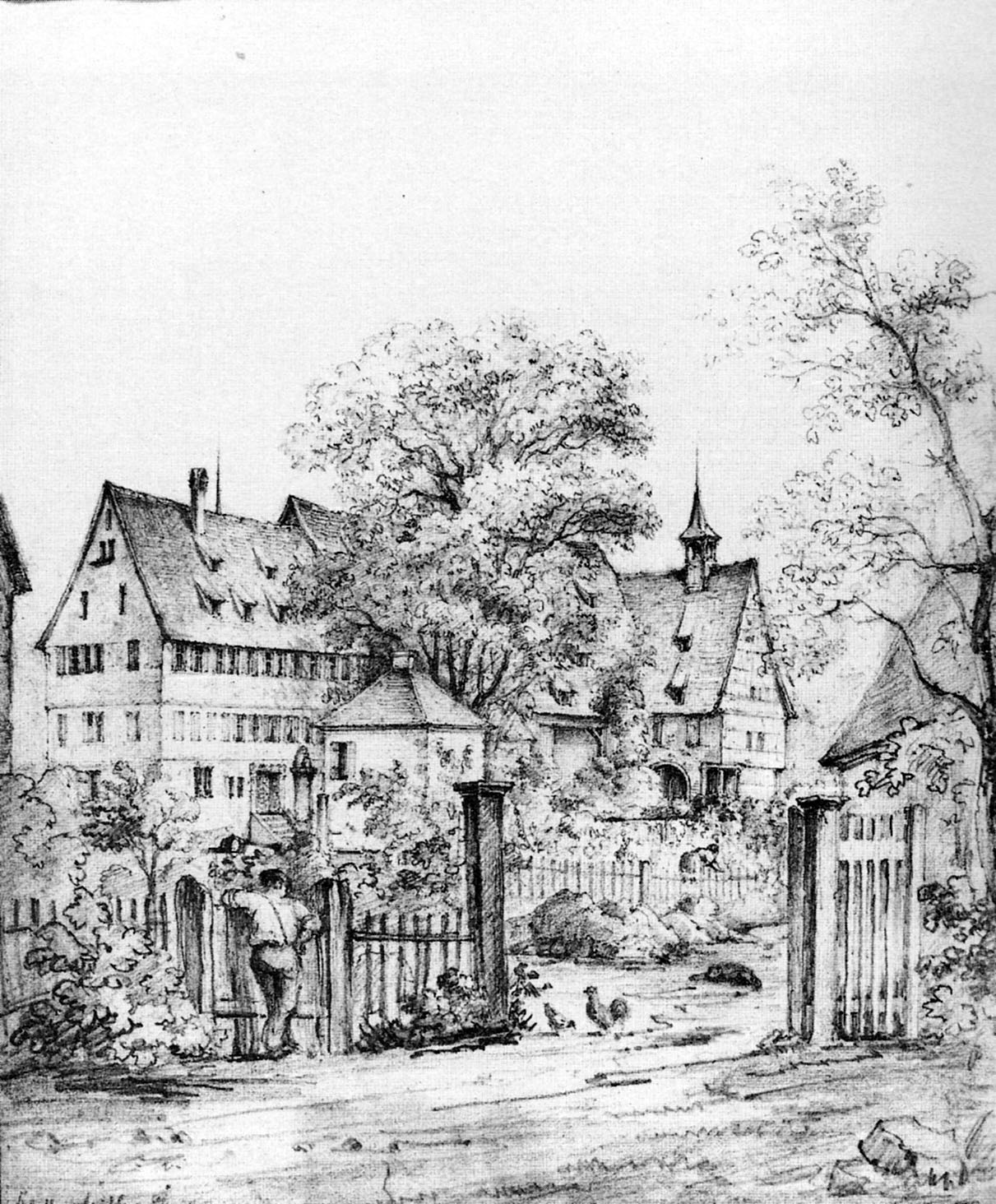
La casa natale di Hölderlin

Friedrich entra nel seminario di Denkendorf, cittadina distante sette chilometri da Nürtingen, nel 1784: qui il 27 dicembre 1785 tiene la sua prima predica, sulla Lettera agli ebrei di San Paolo; scrive alla madre dei suoi propositi di dedicarsi alla poesia. Terminati gli studi a Denkendorf, nel 1786 Hölderlin entra nel seminario di Maulbronn, presso Stoccarda.
Sua madre vorrebbe fare di lui un pastore protestante, scelta non condivisa da Friedrich che, per questo motivo, è sovente in frizione con lei, pur nel rispetto che apertamente le mantiene; tollera appena la disciplina ferrea della scuola e non apprezza i suoi insegnanti. A Maulbronn conosce Immanuel Nast, col quale instaura un rapporto d'amicizia intensa, e s'innamora di sua cugina Louise; conosce anche il giovane pittore Franz Karl Hiemer, che lo ritrarrà qualche anno dopo. Legge Schiller, Klopstock, al cui modello si rifanno i componimenti del periodo, Euripide, i Canti di Ossian e si appassiona all'antichità classica; scrive l'ode Il mio proposito, in cui palesa la sua ambizione di gloria poetica.
Il 21 ottobre 1788 Hölderlin entra nel celebre collegio di studi teologici Stift di Tubinga per frequentare i canonici due anni di filosofia (che ricomprendono anche matematica e fisica) e i tre di teologia. Fra i suoi compagni di studi sono i futuri grandi filosofi Hegel e Schelling: con loro legge Spinoza, Kant, Rousseau, Fichte e, come sta avvenendo in Francia, sogna una prossima rivoluzione anche in Germania. Il sodalizio con Magenau e Neuffer, compagni allo Stift e suoi migliori amici, assumerà i contorni di una Gelehrtenrepublik (res publica litteraria) alla Klopstock: ogni giovedì i tre organizzeranno incontri per leggere poesie sorseggiando birra o vino.
Durante le vacanze autunnali conosce a Stoccarda Gotthold Friedrich Stäudlin, editore di un almanacco di poesie e sostenitore della rivoluzione francese, al quale Hölderlin confida i propri progetti poetici: Stäudlin lo invita a collaborare al suo almanacco.
Hölderlin, indignato per la lettera in cui il duca Karl Eugen impone al rettore di denunciare i sospetti di idee rivoluzionarie, vorrebbe abbandonare lo Stift per iscriversi alla facoltà di legge ma si piega alla volontà contraria della madre. Il 17 settembre 1790, concludendo il primo biennio di studi, ottiene il titolo di Magister philosophiae con due dissertazioni, una sulla storia dell'arte greca, di ispirazione winckelmanniana, e l'altra centrata su un parallelismo tra i Proverbi di Salomone e Le opere e i giorni di Esiodo. Nel settembre 1791 appare il Musenalmanach fürs Jahr 1792 di Stäudlin, che si apre con una poesia di Hölderlin, Inno alla Musa; compone gli Inni agli ideali dell'umanità, in stile schilleriano:
(dall'Inno alla dea dell'Armonia)

Nel 1792 iniziano le guerre che opporranno per decenni la Francia al resto dell'Europa; anche nello Stift si costituisce segretamente un circolo giacobino, al quale aderisce anche Hegel. In settembre appare il nuovo almanacco Poetische Blumenlese fürs Jahr 1793 di Stäudlin, con contributi di Hölderlin, tra cui un Inno alla libertà; è di quest'anno la prima stesura, andata perduta, del romanzo epistolare Hyperion, che narra di un eroe in lotta per la libertà della Grecia oppressa dall'Impero ottomano. 

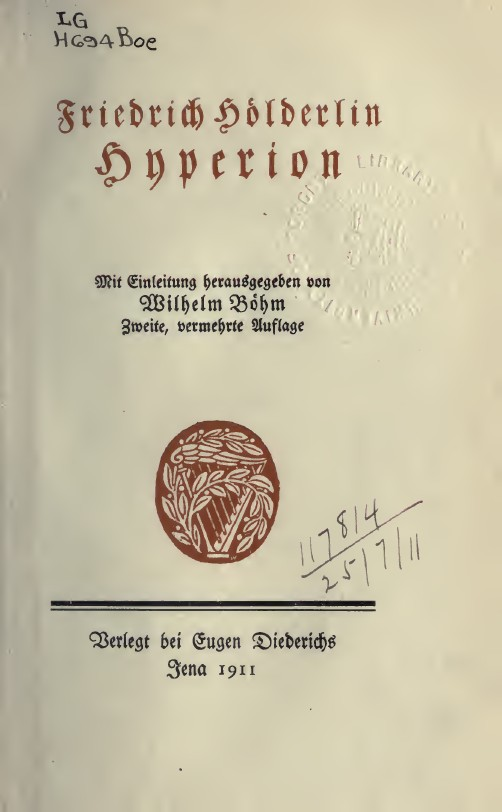
Hyperion

Con la condanna a morte del deposto re di Francia Luigi XVI, il 17 gennaio 1793, in Germania viene limitata la libertà di stampa e aumentano le restrizioni e i controlli anche nello Stift; il 27 gennaio il poeta Friedrich von Matthisson visita lo Stift e Hölderlin gli legge il suo inno Al genio dell'audacia che viene altamente apprezzato. Il 14 luglio, con Hegel e Schelling, che traduce la Marsigliese, fa parte degli studenti che, protestando pubblicamente contro le misure repressive, erigono l'albero della libertà e, come d'uso, vi ballano intorno in un prato nei pressi di Tubinga: con l'inizio del Regime del Terrore in Francia, quell'entusiasmo per la Rivoluzione si attenuerà di molto fino a scomparire del tutto, negli anni a venire, in Hegel e in Schelling; in Hölderlin rimarrà sempre un'adesione più o meno nascosta. Concepisce la Rivoluzione, più che un motivo di sovvertimento politico e sociale, come un'occasione per una liberazione spirituale dell'umanità, una condizione di ritorno dell'individuo all'armonia con i propri simili e con la natura sotto l'incessante azione dei princìpi democratici e dell'anelito utopico.
Confida alla madre, preoccupata dei suoi entusiasmi giacobini, che peggio di come si sta in Germania, non si può stare in nessun luogo: ma è troppo portato alla contemplazione poetica per tradurre in azione i suoi ideali politici. In settembre conosce Isaac von Sinclair, colui che gli sarà forse l'amico più devoto lungo tutta la sua parabola esistenziale: Sinclair si avvia a intraprendere la carriera diplomatica ed è un fervente repubblicano.

### La scelta poetica
Il 20 settembre 1793 Hölderlin si laurea in teologia, lasciando finalmente lo Stift: non ne amava il dogmatismo e il cristianesimo formale e privo di interiorità: il 6 dicembre supera l'esame al concistoro di Stoccarda divenendo pastore; contrariamente ai desideri della madre, non ha alcuna intenzione di avviarsi all'attività ecclesiastica. Il 1º ottobre Friedrich si era infatti presentato dal grande e amato Schiller chiedendogli una raccomandazione per un posto di precettore e illustrandogli contestualmente le sue idee pedagogiche di matrice rousseauiana. Schiller, impressionato favorevolmente dal giovane più per la sua bellezza (Magenau lo descrive come un Apollo) che per la sua preparazione, scrisse all'amica Charlotte von Kalb, che cercava un precettore per il figlio di nove anni, perché assumesse Hölderlin.

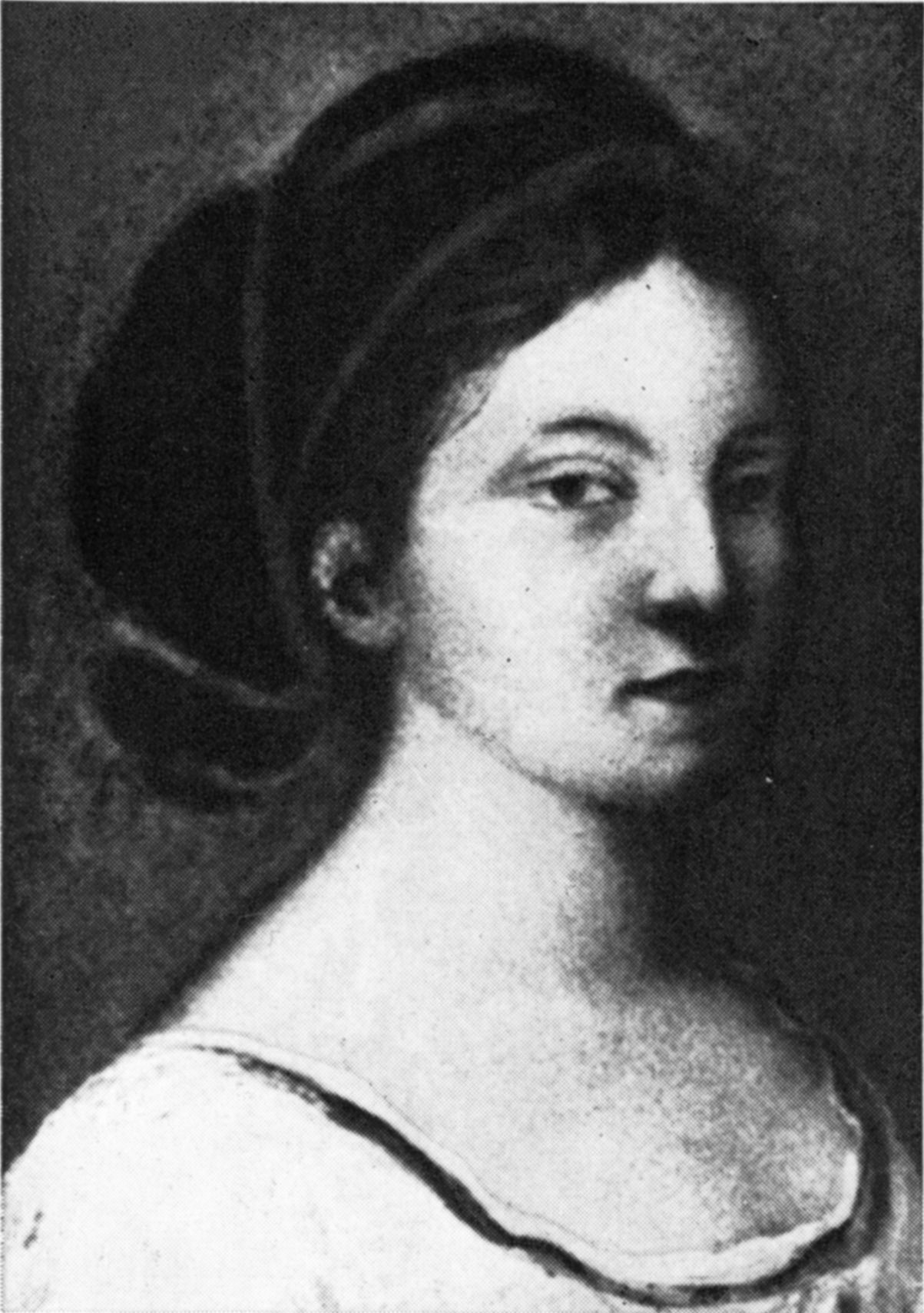
Susette Gontard

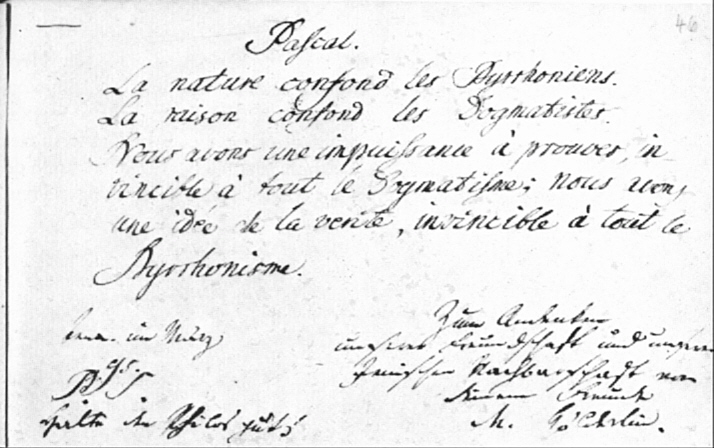
Appunto di Hölderlin del marzo 1795

Il suo soggiorno dai von Kalb a Waltershausen gli è inizialmente gradevole; la von Kalb, che apprezza le qualità intellettuali di Hölderlin, ma non quelle pedagogiche (il rapporto con l'allievo svogliato non è dei migliori), lo accompagna a Jena, allora capitale filosofica della Germania, dove il poeta ascolta le lezioni di filosofia di Fichte, frequenta Schiller e ha anche un fugace incontro con Goethe, senza tuttavia riconoscerlo; conosce Wilhelm von Humboldt, il poeta Novalis e il filosofo Herder, prosegue la stesura dell'Hyperion, di cui Schiller pubblica un frammento nella sua rivista Thalia, e collabora alla rivista Die Horen.
Alla fine di maggio 1795, subito dopo che a Jena si erano verificati degli incidenti provocati da proteste studentesche, Hölderlin lascia improvvisamente Jena tornando nella casa materna di Nürtingen. Non sono chiari i motivi di questo improvviso abbandono: sembra che il poeta abbia avuto una relazione con Wilhelmine Kirms, dama di compagnia della von Kalb, che infatti partorirà a giugno una bambina che vivrà solo pochi mesi. Un altro motivo è stato indicato nella sua difficoltà di rapportarsi con Schiller, del quale subiva in modo opprimente la forte e prestigiosa personalità. Infatti, in una lettera a Schiller del 23 luglio, scrive di essere sempre rimasto fortemente a disagio:
Sulla strada del ritorno a Nürtingen, aveva fatto amicizia, a Heidelberg, con il medico Johann Gottfried Ebel che, su richiesta del poeta, gli aveva prospettato la possibilità di un impiego come precettore nella casa del banchiere Gontard, a Francoforte. A dicembre ha la conferma del nuovo impiego e il 28 giugno 1796 prende servizio.
Il banchiere Jakob Friedrich Gontard è sposato con Susette Borkenstein, che ha ventisette anni e ha due figli: è una donna bella, colta e intelligente. S'innamorano l'uno dell'altra, di un amore nascosto: Susette per Holderlin rappresenta la bellezza e la serenità greca (grazia, maestà e quiete e vita, spirito, cuore e figura; così Friedrich si esprimerà in una lettera a Neuffer) come la protagonista del romanzo a cui sta lavorando, Diotima solidale rispetto alla vita e alle aspirazioni del suo Iperione; per lei scrive:
(Diotima)
È il periodo forse più felice del poeta; intanto l'armata francese si avvicina a Francoforte e la famiglia Gontard, ma non il banchiere, si trasferisce fino a settembre a Kassel con Hölderlin e con lo scrittore, amico di famiglia, Wilhelm Heinse, autore del romanzo Ardinghello, molto ammirato da Hölderlin.
Nell'aprile del 1797 viene pubblicato il primo volume di Hyperion, accolto da molti intellettuali come un romanzo di importanza "epocale". Incontra quasi quotidianamente Hegel, cui ha procurato un posto da precettore a Francoforte, col quale discute ininterrottamente di questioni filosofiche.
Il rapporto tra Hölderlin e Susette comincia a destare, all'inizio del 1798, i sospetti del banchiere Gontard e a settembre il poeta lascia Francoforte e si trasferisce a Homburg, ma continua una relazione clandestina con Susette; lavora alla tragedia–- che rimarrà incompiuta – La morte di Empedocle e, a fine anno, esce ancora il Taschenbuch per l'anno 1799 di Neuffer, in cui sono comprese alcune odi di Hölderlin. Su consiglio di Schiller, compone brevi liriche, come Un tempo e adesso:
Pensa di pubblicare una rivista, Jduna, che abbia un contenuto letterario e politico, tale da contribuire all'educazione dei tedeschi, ma se gli amici Sinclair e Boehlendorff, scrittore repubblicano, sono disposti a collaborare, non hanno questa volontà i due massimi intellettuali tedeschi, Goethe e Schiller (quest'ultimo ha appena dovuto interrompere la pubblicazione della rivista Die Horen), e l'editore di Stoccarda Steinkopf non è disposto, a queste condizioni, a finanziare l'impresa. A ottobre esce il secondo volume del romanzo Hyperion, che il poeta invia a Diotima-Susette con la dedica "A chi, se non a te?"; rari sono i loro incontri, ma la loro corrispondenza si mantiene costante. Il 9 novembre (18 brumaio) 1799 Napoleone attua il colpo di Stato col quale si impone Primo Console dei Francesi; alla fine del mese, con il nuovo Almanacco per l'anno 1800, compaiono altre odi di Hölderlin.
Le sue condizioni economiche sono precarie, è avvilito e ipocondriaco: nel gennaio 1800 accetta l'invito di Christian Landauer, un commerciante di Stoccarda, di trasferirsi da lui per poter continuare con maggiore tranquillità la sua produzione poetica; scrive alcune delle sue odi migliori, come l'Archipelagus e Il viandante, ma alla fine dell'anno la necessità di guadagnare lo spinge ad accettare un nuovo lavoro di precettore e si trasferisce in Svizzera, a Hauptwil, presso la famiglia del commerciante Emanuel von Gozenbach; qui resta affascinato dal maestoso paesaggio alpino, che celebra con l'ode Cantata tra le Alpi.

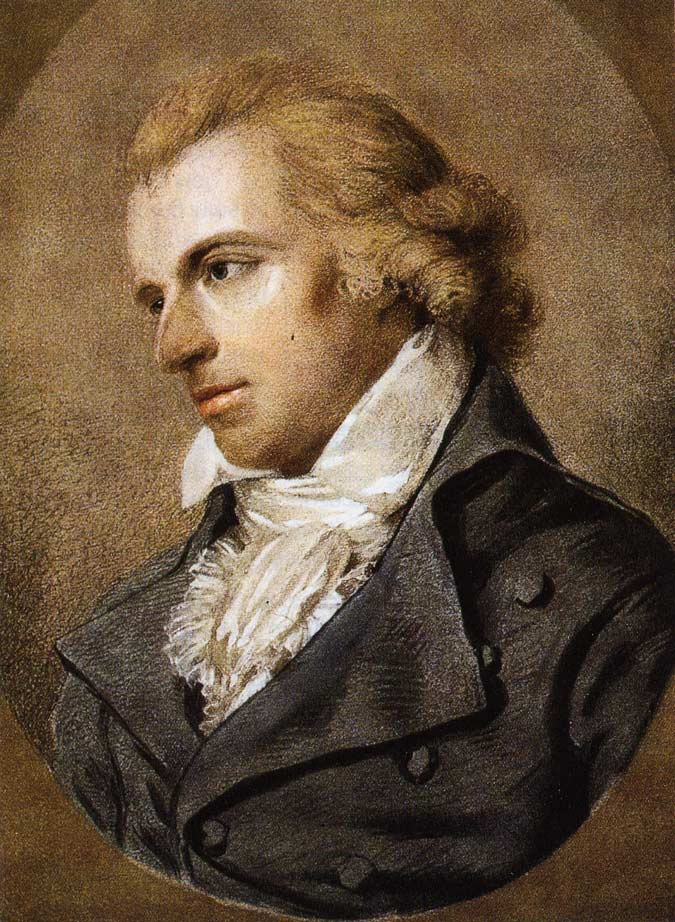
Schiller ritratto nel 1794 da Ludovike Simanowitz

La pace di Lunéville, siglata il 23 febbraio 1801, suscita il suo entusiasmo, ed è salutata con l'ode Festa della pace, ma seguirà presto la delusione e anche l'abbandono dell'impiego di precettore - anche questa volta, senza che siano chiari i motivi - con il suo ritorno nella casa materna di Nürtingen. Pur ricevendo i primi riconoscimenti per la sua produzione poetica, con la proposta dell'importante editore Cotta di stampare un suo libro di poesie – ma l'operazione non andrà in porto – Hölderin appare depresso: cerca di ottenere da Schiller la raccomandazione per una cattedra di letteratura greca nell'Università di Jena, senza però ottenere risposta. Accetta allora l'ennesimo impiego di precettore, offertogli dal console amburghese a Bordeaux Daniel Christoph Meyer; a dicembre Hölderlin, a piedi, parte per la città francese, giungendovi il 28 febbraio 1802. Poco dopo scrive per Susette la lirica L'addio.

### La morte di Susette e le prime crisi psichiche
Da Bordeaux, come più volte gli era avvenuto, parte improvvisamente a maggio: si dice perché gli si volesse imporre anche l'ufficio di pastore o perché avesse avuto notizia della grave malattia di Susette, che, già sofferente di tisi, morirà di scarlattina il 22 giugno 1802. La notizia della morte dell'unica donna da lui amata arriva in realtà a Bordeaux quando il poeta è già in viaggio, ancora a piedi, attraverso la Francia; soggiorna brevemente a Parigi e a Strasburgo, e alla fine di giugno arriva a Stoccarda profondamente dimagrito e vestito come un mendicante, mostrando anche i segni di un grave turbamento psichico; a Nürtingen si scontra con la madre, che ha scoperto le lettere scambiate con Susette.
Il 29 settembre è a Ratisbona, dove le conseguenze diplomatiche della pace di Lunéville mettono a rischio la sopravvivenza del principato di Homburg nel quale Hölderlin, amico del langravio Federico V, che gli commissionerà l'inno Patmos, oltre ad auspicare un sommovimento rivoluzionario, spera di ottenere un lavoro e un editore che pubblichi le sue traduzioni delle tragedie di Sofocle. Nel giugno 1803 rivede Schelling che, preoccupato per le sue condizioni di salute, prega inutilmente Hegel di ospitarlo a Jena, informandolo che Friedrich si mostra assente, che è in grado solo di fare qualche traduzione dal greco, che trascura completamente la cura del proprio sembiante e che, sebbene i suoi discorsi siano coerenti, ha assunto le maniere esteriori dei pazzi.
Raggiunto un accordo con l'editore Wilmans di Francoforte, nell'aprile del 1804 escono le sue traduzioni di due tragedie di Sofocle, l'Antigone e l'Edipo, che tuttavia passano generalmente inosservate negli ambienti letterari e saranno, oltre tutto, criticate da Schiller. Escono anche i Canti della Patria, considerati il vertice della poesia di Hoelderlin: in essi il concetto di Patria, scevro dei toni di esaltazione nazionalistica, è il risultato della radicale trasformazione utopica dell'uomo e della società una volta spezzate con una "rivoluzione pacifica" le catene del dispotismo e conquistata la possibilità di un rinnovamento spirituale operato nella libertà e autonomia della coscienza individuale.
Il 19 giugno 1804 Hölderlin lascia definitivamente Nürtingen con l'amico Sinclair e, dopo una breve permanenza a Stoccarda, raggiunge Homburg prendendo servizio nel luglio come bibliotecario di corte.

### La malattia mentale
Nel gennaio 1805 l'amico Sinclair viene coinvolto in un'accusa di truffa da Alexander Blankenstein, un avventuriero che chiama in causa Hölderlin come testimone: Sinclair è arrestato e durante il processo le condizioni mentali del poeta peggiorano, fino a dar luogo anche a comportamenti violenti. Nel frattempo, il 9 maggio, muore Schiller, Sinclair è assolto e Hölderlin, nonostante la patologia psichica peggiori lentamente, riesce a dedicarsi ancora alla poesia e a tradurre e commentare le odi di Pindaro. La medicina successiva ha poi identificato nella schizofrenia di tipo catatonico la malattia mentale di cui Hölderlin soffrirà per gran parte della vita.

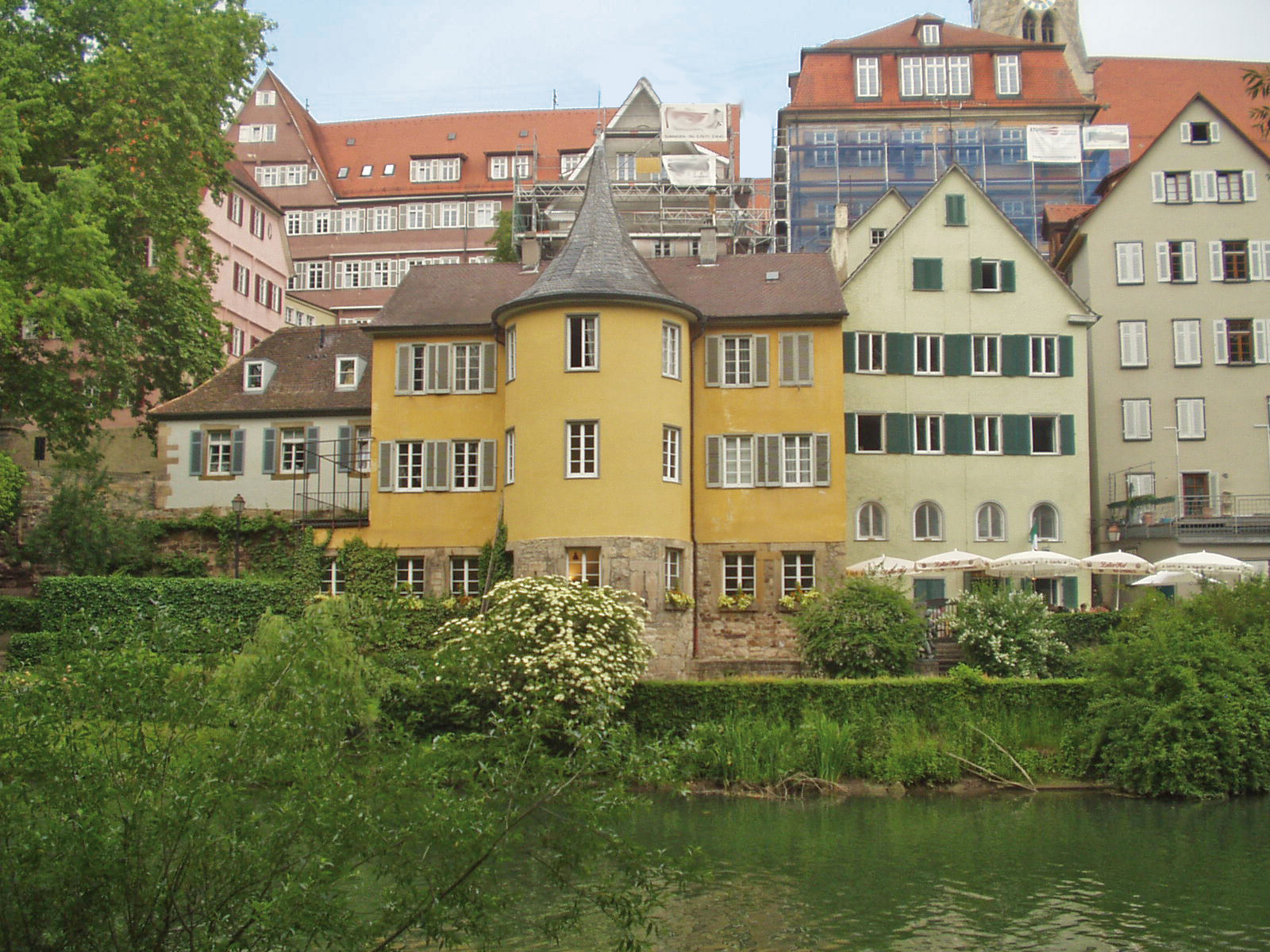
La "torre" di Hölderlin

L'11 settembre 1807, a seguito di una nuova crisi, Hölderlin, che deve rinunciare quindi a un modesto incarico di bibliotecario, viene ricoverato nella clinica psichiatrica del professor Ferdinand Autenrieth a Tubinga, i cui metodi sono insolitamente avanzati e rispettosi del malato per l'epoca, benché al suo nome sia comunque legata la "museruola di Autenrieth" destinata a impedire le urla dei pazienti, ma le sue condizioni non migliorano e viene dichiarato incurabile. Viene allora affidato nell'autunno del 1807 alla famiglia del falegname Ernst Zimmer, uomo di buona cultura che aveva anche letto il suo romanzo Hyperion: il poeta occupa una stanza all'ultimo piano, nel retro a forma circolare della casa dello Zimmer, e per questo motivo chiamata "la torre": ha una vista bellissima del fiume Neckar e della sua valle. Qui Hölderlin trascorrerà tutti gli ultimi trentasei anni della sua vita. Soffre da allora di allucinazioni, deliri e amnesia.

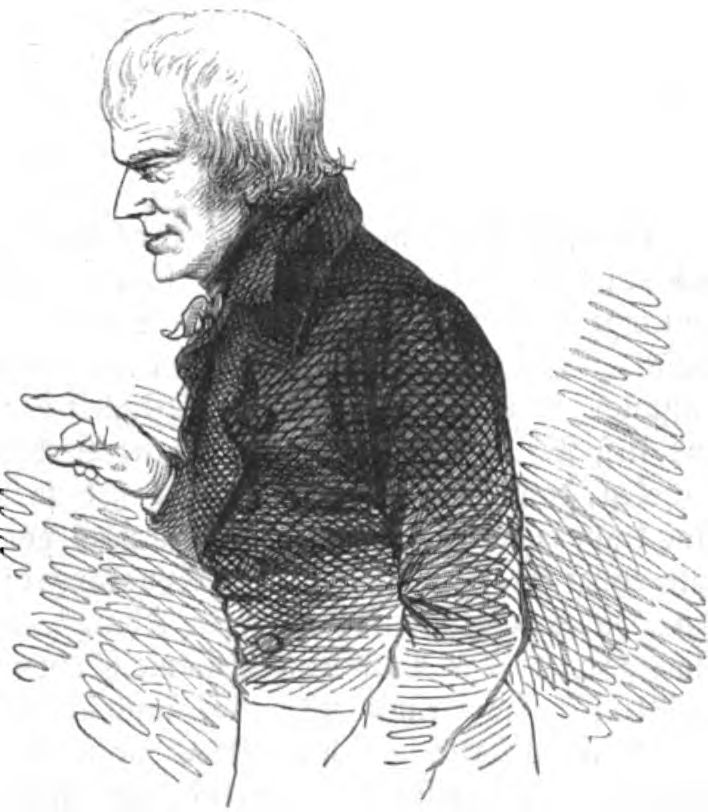
Hölderlin nel 1825, disegno di Eduard Mörike

Nel novembre appaiono sul nuovo Almanacco per l'anno 1808 sue poesie, Il Reno, Patmos e Rimembranza; nella torre Hölderlin continua a scrivere e a improvvisare musica sul pianoforte; la sua figura di poeta folle e profetico comincia ad assumere contorni mitici e molti vengono a fargli visita. Fra di essi è lo studente Wilhelm Waiblinger che scriverà qualche anno dopo il saggio Vita, poesia e follia di Hölderlin, pubblicato postumo nel 1831, in cui fornisce un ritratto del poeta:
(Wilhelm Waiblinger)
In effetti l'editore Cotta aveva pubblicato nell'autunno del 1822 una seconda edizione dell'Hyperion e nel giugno 1826 era uscita una sua raccolta di poesie curata da Ludwig Uhland e Gustav Schwab.

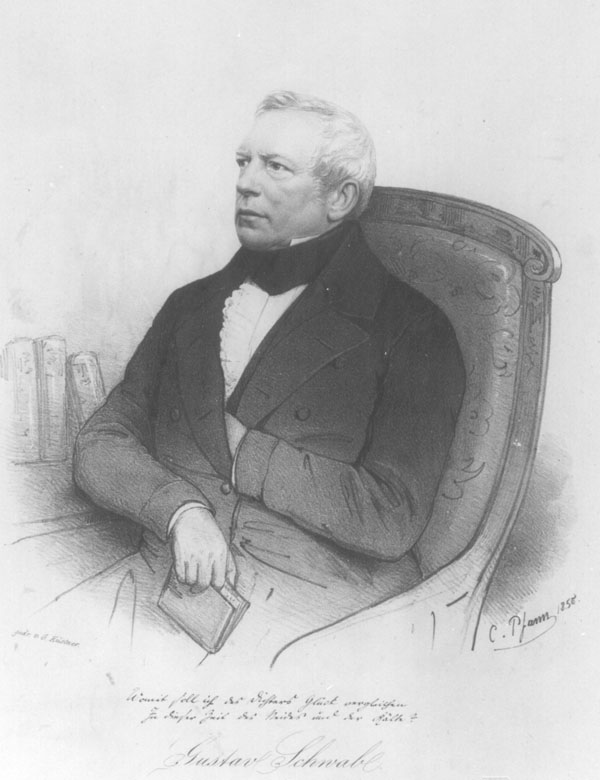
Il critico Gustav Schwab

A volte si presentava poi con nomi diversi, spesso italiani, come Salvator Rosa, Scarivari, Buonarotti o Scardanelli.
Nel febbraio 1828 muore sua madre, che non visitò mai il figlio; dieci anni dopo muore Ernst Zimmer e del poeta si prende cura la figlia Lotte. Hölderlin comincia a firmare con il nome di "Scardanelli" le sue poesie, apponendovi date fantasiose. Il 18 aprile 1843, in un saggio di Gustav Schwab, Hölderlin viene considerato tra i maggiori poeti tedeschi; poche settimane dopo, 12 maggio 1843, muore la sua prima anfitriona, Charlotte von Kalb.
Nei primi giorni del giugno 1843 scrive la sua ultima poesia, La veduta, firmata Scardanelli e datata 24 marzo 1671:
Malato di polmonite, alle 23 del 7 giugno Hölderlin muore.

## Poetica

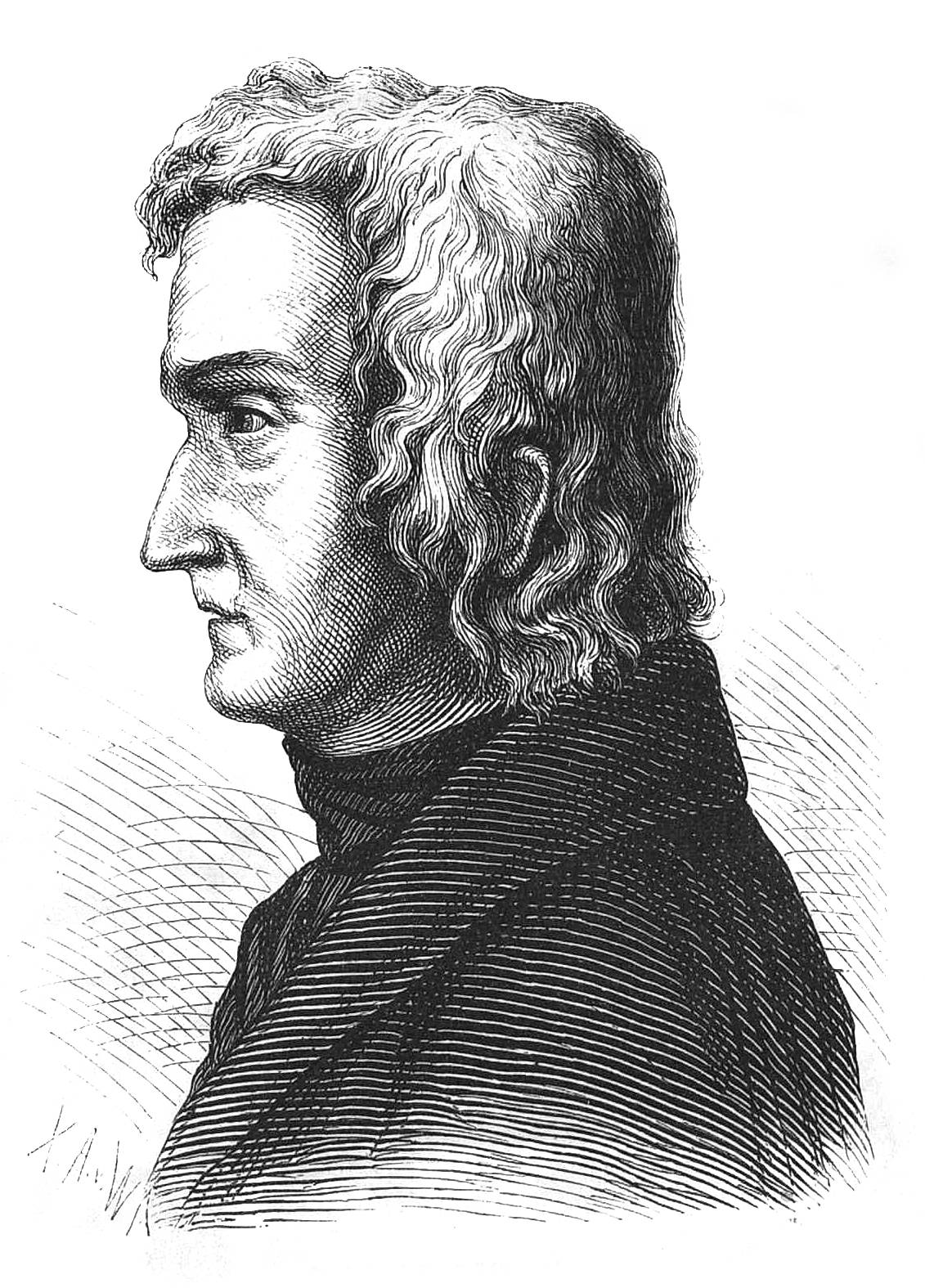
Ritratto postumo di Hölderlin

Il poeta visse il mito della Grecia antica con un'inquietudine romantica: il mondo classico divenne ai suoi occhi simbolo di perfezione e di idilliaca armonia, impossibile da raggiungere nella realtà presente (Hyperion). Fu poeta della natura, vista come forza che unisce lo spirito umano al mondo esterno, spiritualizzò gli oggetti, cercò di stabilire un'armonia con il divino. Nella sua ultima fase, detta "orfica" (Il cantore cieco, Ritorno in patria), l'autore cerca di armonizzare la cultura classica con le proprie radici culturali e i princìpi cristiani, rievocando miti greci e nordici, da lui considerati simboli divini dell'essenza della vita. Il poeta fonde nel suo amore per la Grecia, simboleggiata nel "vino" di Dioniso, l'amore per Cristo, che ci ha dato il "pane" come segno di vita eterna: l'umanità non può conquistare la sua rigenerazione se non nella conciliazione ellenico-cristiana, mèta lontana di cui egli si fa visionario profeta (si vedano le liriche Pane e Vino, Patmos, L'Unico, ecc.).

## Opere

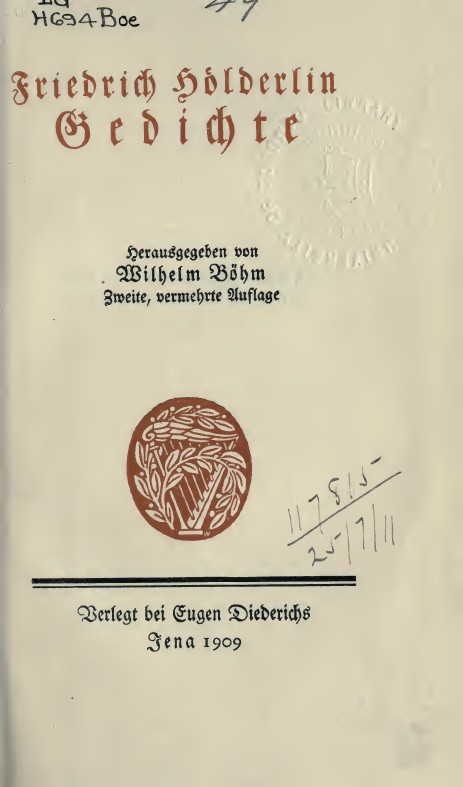
Gedichte, edizione del 1909

- Hyperion oder Der Eremit in Griechenland (Iperione), 1797–1799.
- Trauerspiele des Sophokles, traduzioni.
- Der Tod des Empedokles, tre versioni fra il 1797 e il 1800, pubblicato postumo.
- Sämtliche Werke und Briefe, 3 voll., a cura di Michael Knaupp, Monaco, Hanser, 1992–1993.
- Gesammelte Werke, a cura di Hans-Jürgen Balmes, Francoforte, Fischer, 2008.

### Edizioni italiane

#### Iperione o l'eremita in Grecia
- Iperione o L'eremita in Grecia, Milano, Sonzogno, 1886.
- Iperione, trad. di Gina Martegiani, Lanciano, Carabba, 1911; ristampa anastatica, Carabba, 2008, ISBN 978-88-634-4015-7
- Iperione, trad. di Giovanni Angelo Alfero, Torino, UTET, 1931.
- Iperione o l'eremita in Grecia, trad. di Giovanni Vittorio Amoretti, Milano, Feltrinelli, 1981, ISBN 88-07-80951-6 ISBN 88-07-82013-7
- Iperione, o l'eremita in Grecia, trad. di Marta Bertamini e Fulvio Ferrari, saggio introduttivo di Jacques Taminiaux, Collana Quaderni della Fenice, Parma, Guanda, 1981, ISBN 978-88-774-6095-0.
- Iperione o l'eremita in Grecia, trad. di Giovanni Scimonello, Collana Biblioteca n.74, Pordenone, Studio Tesi, 1989, ISBN 88-7692-153-2, ISBN 88-7692-532-5.
- Frammento di Iperione, trad. di Maria Teresa Bizzarri e Carlo Angelino, Genova, Il melangolo, 1989, ISBN 88-7018-092-1.
- Iperione o l'eremita in Grecia, testo tedesco a fronte, a cura di Laura Balbiani, Collana Il pensiero occidentale, Milano, Bompiani, 2015, ISBN 88-4527-878-6.

#### La morte di Empedocle

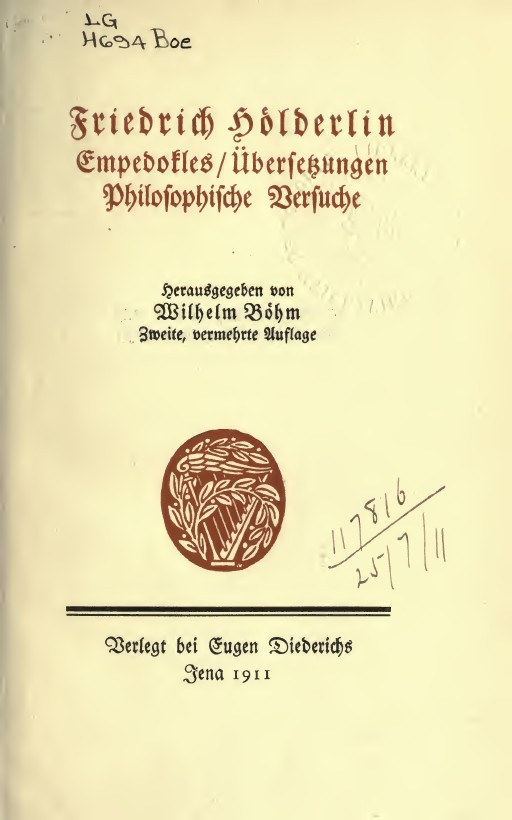
Empedokles - Übersetzungen - Philosophische Versuche, edizione del 1911

- La morte di Empedocle, trad. di Giuseppe Faggin, Lanciano, Carabba, 1936.
- Empedocle, trad. di Filiberto Borio, Torino, Boringhieri, 1961.
- La morte di Empedocle, trad. di Cesare Lievi e Irene Perini Bianchi, Riva del Garda, Tosadori, 1982; Collana gli Struzzi n.392, Torino, Einaudi, 1990, ISBN 88-06-11861-7.
- La morte di Empedocle, trad. di Ervino Pocar, Biblioteca della Fenice, Milano, Guanda, 1983, 1993, ISBN 88-7746-697-9; Introduzione di Giuseppe Bevilacqua, Collana I grandi libri n.760, Milano, Garzanti, 1998.
- La morte di Empedocle, con le tre versioni [basate sull'edizione di Michael Knaupp, 1992], trad. di Laura Balbiani, saggio introduttivo di Elena Polledri, Collana Il pensiero occidentale, Milano, Bompiani, 2003, ISBN 88-452-9269-X.

#### Liriche
- Alcune poesie di Hölderlin tradotte da Gianfranco Contini, Firenze, Parenti, 1941; Torino, Einaudi, 1982, ISBN 88-06-59835-X; Collezione di poesia n.194, Einaudi, 1997.
- Scelta di canti, trad. di Emilio Boriani, Bergamo, Orobiche, 1941.
- Ultimi canti, trad. di Luciano Budigna, Milano, Rosa e Ballo, 1945.
- Inni e frammenti, trad. di Leone Traverso, Firenze, Vallecchi, 1955; Introduzione di Laura Terreni, Firenze, Le Lettere, 1991, ISBN 88-7166-054-4.
- Poesie, trad. Giorgio Vigolo, Torino, Einaudi, 1958; poi anche negli Oscar Mondadori e di nuovo Einaudi.
- Poesie, 2 voll., trad. di Sergio Lupi, Torino, Gheroni, 1962-64.
- L'arcipelago e altre poesie, trad. di Alberto Guareschi, Parma, Guanda, 1965.
- Liriche, Prefazione di Diego Valeri, trad. di Leone Boccalatte, Milano, Ceschina, 1968.
- Le liriche, 2 voll., trad. e cura di Enzo Mandruzzato, Collana Classici, Milano, Adelphi, 1977-78, ISBN  978-88-459-0717-3; Collana gli Adelphi n.56, Adelphi, 1993, ISBN 978-88-459-1024-1.
- Inni, odi, elegie, trad. di Sergio Lupi, Torino, Fogòla, 1981; Collana Labirinti n.65, Milano, La Vita Felice, 2017, ISBN 978-88-934-6162-7.
- Poesie della torre, trad. di Gianni Celati e Giorgio Messori, a cura di Marianne Schneider, Collana Universale Economica. I Classici n.2075, Milano, Feltrinelli, maggio 1993, ISBN 88-07-82075-7.
- Le stagioni, trad. di Giampiero Moretti, Collana Minima, Gaeta, Bibliotheca, 1993.
- Poesie, trad. di Enrico De Angelis, Collana Jacques e i suoi quaderni n.33, Pisa, Tipografia Editrice Pisana, 1999, ISBN 88-8250-010-1.
- Poesie, scelta, Introduzione e trad. di Luca Crescenzi, Collana BUR n.1346, Milano, Rizzoli, 2001, ISBN 88-17-86645-8.
- Tutte le liriche, a cura di Luigi Reitani, con uno scritto di Andrea Zanzotto, Collana I Meridiani, Milano, Mondadori, 2001, ISBN 88-04-47407-6.
- Liriche scelte, trad. di I. Maione, Edizioni Memoria, 2005, ISBN 978-88-873-7337-0.
- Poesie scelte, trad. e cura di Susanna Mati, Collana UEF. I Classici n.2217, Milano, Feltrinelli, 2010, ISBN 978-88-07-82217-9.
- Poesie della torre, trad. di Vincenzo Ostuni, Collana Poesia, Milano, Ponte alle Grazie, 2023, ISBN 978-88-333-1912-4.

#### Altri scritti
- Essenza della poesia, trad. di Rosario Assunto, 1948; trad. riveduta e Postfazione di Gianluca Valle, Collana Arethusa n.28, Solfanelli, 2019, ISBN 978-88-330-5161-1.
- Scritti sulla poesia e frammenti, trad. di Gigliola Pasquinelli, Torino, Boringhieri, 1958.
- Diotima e Hölderlin, Lettere e poesie, trad. di Enzo Mandruzzato, Milano, Adelphi, 1979, ISBN 978-88-459-0400-4.
- Sul tragico, trad. di G. Pasquinelli, saggio introduttivo e cura di Remo Bodei, Milano, Feltrinelli, 1980; 1989, ISBN 88-07-05067-6, ISBN 88-07-82094-3.
- Scritti di estetica, trad. di Riccardo Ruschi, Collana L'altra biblioteca n.17, Milano, SE, 1987, ISBN 88-7710-021-4; Collana Oscar Classici n.385, Milano, Mondadori, 1996, ISBN 88-04-41843-5; Collana Testi e Documenti n.144, SE, 2004-2016, ISBN 88-7710-507-0; Collana Aesthetica, Milano, Abscondita, 2021-2025, ISBN 978-88-841-6788-0.
- Edipo il tiranno, trad. e cura di Tommaso Cavallo, Introduzione di Franco Rella, Milano, Feltrinelli, 1991, ISBN 88-07-82002-1, ISBN 978-88-07-82002-1.
- Antigonae di Sofocle nella trad. di Friedrich Hölderlin, saggio di George Steiner, Collana Scrittori tradotti da scrittori n. 68, Torino, Einaudi, 1996, ISBN 88-06-14005-1.
- Hegel ?-Hölderlin ?-Schelling ?, Il più antico programma di sistema dell’idealismo tedesco, a cura di Leonardo Amoroso, Pisa, Ets, 2007.
- Se il poeta è anzitutto padrone dello spirito, a cura di M. Portera, Pisa, ETS, 2010, ISBN 978-88-467-2726-8.
- Epistolario. Lettere e dediche, a cura di Gianni Bertocchini, Milano, Edizioni Ariele, 2015, ISBN 978-88-974-7623-8.
- Prose, teatro e lettere, a cura di Luigi Reitani, Collana I Meridiani, Milano, Mondadori, 2019.

### Testi
- (DE) Friedrich Hölderlin, Gedichte, Jena, Eugen Diederichs, 1909.
- (DE) Friedrich Hölderlin, Hyperion, Jena, Eugen Diederichs, 1911.
- (DE) Friedrich Hölderlin, Empedokles, Jena, Eugen Diederichs, 1911.

### Studi
- Giovanni Vittorio Amoretti, Hölderlin, Torino, Bocca, 1926
- G. V. Amoretti, Hölderlin. Appunti alle lezioni, a cura del prof. V. Villa, Milano, La Goliardica, 1963
- C. Bazzocchi, Hölderlin e la rivoluzione. Il socialismo oggi tra libertà e destino, ETS, Pisa 2011 ISBN 9788846730886
- F. Fortugno, Il primo programma dell'idealismo tedesco, in «Studi germanici», 1978
- Martin Heidegger, Poesia di Hölderlin, in Friedrich Wilhelm von Herrmann (a cura di), Biblioteca filosofica, 3ª ed., Adelphi, 1988, ISBN 978-88-459-0315-1.
- Roman Jakobson, Hölderlin. L'arte della parola, Genova, 2003 ISBN 88-7018-002-6
- Angelo Lumelli, Verso Hölderlin e Trakl, La finestra editrice, Lavis (Tn), 2017
- Ladislao Mittner, Storia della letteratura tedesca, Torino, 1972 ISBN 88-06-02055-2
- G. Scimonello, Hölderlin e l'utopia, Napoli, 1976
- G. Scimonello, Iperione o L'eremita in Grecia, Pordenone, 1989 ISBN 88-7692-153-2
- Gino Zaccaria, L'etica originaria. Hölderlin, Heidegger e il linguaggio, EGEA, Milano 1992
- Gino Zaccaria, Hölderlin e il tempo di povertà, Ibis, Pavia 2000
- L. Zagari, La città distrutta di Mnemosyne. Saggi sulla poesia di Friedrich Hölderlin, 1999, ETS